# Нил, Лукас
Лу́кас Э́двард Нил (англ. Lucas Edward Neill; 9 марта 1978, Сидней) — австралийский футболист. Выступал на позиции защитника. Считался одним из лучших австралийских защитников XXI века. Участник Кубка конфедераций 2005, Чемпионата мира 2006 и Кубка Азии 2007. Серебряный призёр Кубка Азии 2011 года.

## Ранние годы
Нил вырос на северных пляжах Сиднея. Учился в вейкхарстской начальной школе в Белроузе и Колледже Св. Августина в Бруквейле. Затем поступил в Австралийский институт спорта, где тренировался в футбольной секции в 1994—1995 годах.

## Клубная карьера

### «Миллуолл»
Нил на правах свободного агента перешёл в «Миллуолл» в ноябре 1995 года. Дебютировал 17 февраля 1996 года в матче против «Лутон Тауна». Почти за шесть лет в «Миллуолле» он провёл 174 матча во всех турнирах, в которых забил 13 голов. В сентябре 2001 года Нил был куплен клубом «Блэкберн Роверс» за рекордные для «Миллоула» 600 000 фунтов стерлингов. Его прежний клуб мог получить до 400 000 в зависимости от выступления Нила в новой команде.

### «Блэкберн Роверс»
Нил сыграл первую игру за «Блэкберн» в сентябре 2001 года против «Сандерленда», а свой первый гол забил в том же месяце в ворота «Болтона». Нил являлся универсальным защитником. Он мог сыграть на всех оборонительных позициях, что не раз доказывал в играх за клуб и сборную.
За агрессивный стиль игры в матчах сезона 2003/04 Нил подвергался критике. В пятой игре сезона, которая прошла на «Ивуд Парк», Нил сломал ногу защитнику «Ливерпуля» Джейми Каррагеру, оставив его вне игры на шесть месяцев. Инцидент вызвал словесную перепалку между Жераром Улье и Грэмом Сунессом.
Йохан Нескенс, который стал помощником Франка Райкарда в «Барселоне» в сезоне 2006/07, говорил, что Нил может играть за любой из лучших клубов. 4 августа 2006 года Нил объявил, что не подпишет новый четырёхлетний контракт с «Блэкберн Роверс». Агент игрока Питер Харрисон заявил, что «он получил удовольствие играя за „Блэкберн“, он любит клуб и болельщиков, он просто чувствует, что настало время для перемен». 30 августа того же года появилось сообщение, что «Ливерпуль» предложил 2 миллиона фунтов стерлингов за Нила, однако эта сумма была отклонена «Блэкберном». Клуб хотел получить Стивена Уорнока в доплату за Нила, но «Ливерпуль» не устроил такой вариант. В конце ноября появились слухи, что «Челси» или даже «Барселона» заинтересованы в услугах Нила. Уход Нила вызвал бурю негодования среди болельщиков «Блэкберна», которые освистали его по возвращении на «Ивуд Парк» в марте 2007 года.

### «Вест Хэм Юнайтед»

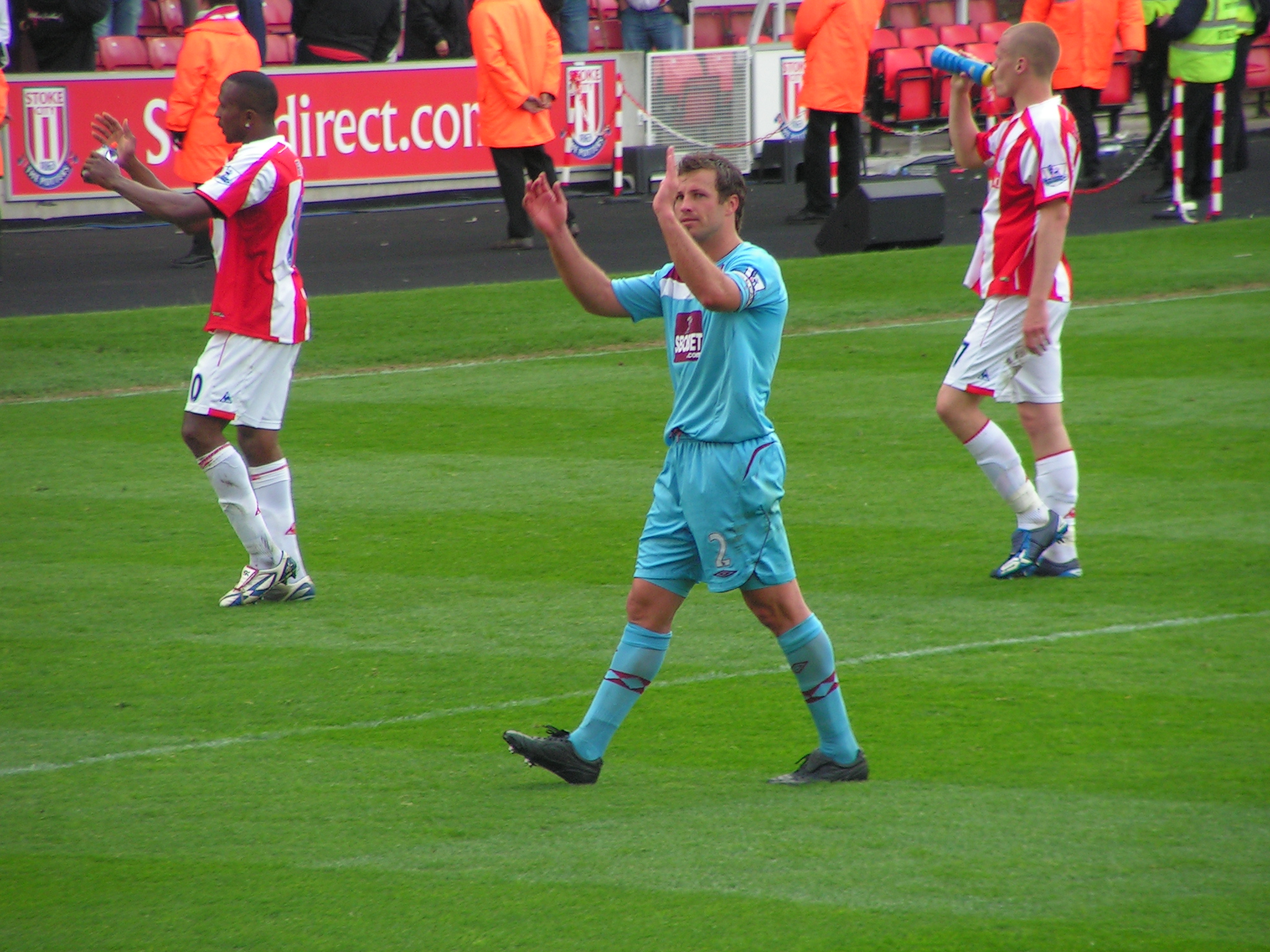
Нил в составе «Вест Хэма»

В январе 2007 года Нил отказался от предложения «Ливерпуля» в пользу «Вест Хэм Юнайтед». Нил был обвинён в том, что решил сменить команду из-за денег. Позднее он опроверг эти утверждения, заявив, что решился на переход из-за футбольных причин. Позднее Нил заявил, что в «Ливерпуле» он не мог рассчитывать на место в основном составе, и что он даже не разговаривал с тренером мерсисайдцев Рафаэлем Бенитесем. В дебютном матче в феврале 2007 года против «Уотфорда» Нил получил травму колена. Впервые он надел капитанскую повязку в следующем месяце в игре с «Тоттенхэмом». Он стал постоянным капитаном после того, как Найджел Рео-Кокер перешёл в «Астон Виллу». Нил вывел команду качестве капитана в ничейном матче против «Уигана» 25 августа 2007 года (1:1). Он забил свой единственный гол за «Вест Хэм» в гостевом матче против «Вест Бромвич Альбион» в сентябре 2008 года, который завершился победой хозяев со счётом 3:2. В конце сезона 2008/09 Нил отклонил предложение ещё на один год продлить контракт с «Вест Хэмом», став свободным агентом.

### «Эвертон»

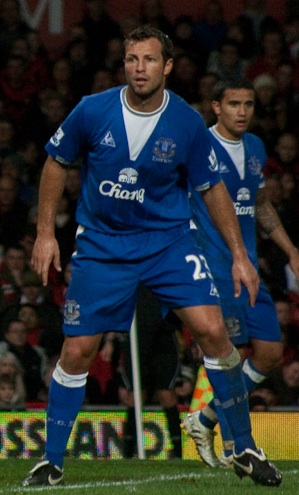
Нил в составе «Эвертона» в 2009 году

17 сентября 2009 года благодаря своему близкому другу Тиму Кэхиллу Нил на правах свободного агента подписал годичный контракт с «Эвертоном». Впервые он вышел на поле в матче Лиги Европы против греческого АЕКа (4:0). В том матче на «Гудисон Парк» Нил отыграл один тайм.
23 сентября 2009 года Нил сыграл свою первую игру за «Эвертон» в Кубке Футбольной лиги против «Халл Сити» (4:0), выйдя на замену во втором тайме вместо Лейтона Бейнса. Дебют Нила за «Эвертон» в Премьер-лиге состоялся 25 октября 2009. Он сыграл против «Болтона» и принял участие в двух забитых мячах. Всего же Нил за клуб из Ливерпуля провёл 15 матчей во всех турнирах.

### «Галатасарай»
13 января 2010 года Нил заключил полуторагодичный контракт с турецким «Галатасараем». В Турции он играл со своим бывшим одноклубником и партнёром по сборной Харри Кьюэллом. Нил дебютировал за «Галатасарай» в турецкой Суперлиге 24 января 2010 в победном матче на стадионе «Али Сами Ен» против «Газиантепспора» (1:0).

### «Аль-Джазира»
19 августа 2011 года Нил подписал однолетний контракт с клубом «Аль-Джазира» из ОАЭ.

## Карьера в сборной
В октябре 1996 года Нил стал вторым самым молодым игроком после Харри Кьюэлла, дебютировавшим в сборной Австралии. Дебют состоялся в товарищеском матче против Саудовской Аравии в Эр-Рияде, на тот момент ему было 18 лет и 7 месяцев. Также Нил принимал участие в Олимпийских играх 2000 в Сиднее.
16 ноября 2005 года на ANZ Stadium в Сиднее Нил помог Австралии квалифицироваться на ЧМ-2006. Против Уругвая он отыграл весь матч, завершившийся со счётом 1:1, и забил второй из послематчевых пенальти. Нил был назван лучшим игроком той встречи.
Нил провёл на поле все четыре встречи на чемпионате мира 2006 года. В последние минуты 1/8 финала с Италией рефери Луис Медина Канталехо усмотрел нарушение в штрафной со стороны Нила против флангового защитника Фабио Гроссо. Франческо Тотти реализовал пенальти, и итальянцы одержали победу со счётом 1:0, а австралийцы покинули чемпионат.
После чемпионата мира Нил выразил желание стать капитаном национальной сборной, и 6 октября 2006 года был назван 50-м капитаном сборной Австралии. 7 октября 2006 года он дебютировал в этой роли в товарищеском матче против Парагвая в Брисбене (1:1). Четыре дня спустя в Сиднее он был капитаном Австралии в отборочном матче Кубка Азии по футболу с Бахрейном (2:0). 2 июня 2007 года Нил в качестве капитана вывел сборную на товарищеский матч со сборной Уругвая на Telstra Stadium в Сиднее (1:2).
13 июля 2007 года на последних секундах матча против сборной Ирака (1:3) Нил оскорбил рефери и получил вторую жёлтую карточку. В четвертьфинале Кубка Азии, который Нил пропустил, Австралия уступила Японии в серии послематчевых пенальти. Нил сыграл свою 50-ю игру за сборную в отборочном матче чемпионата мира 2010 против сборной Японии. Австралия выиграла 2:1, в том матче отличился также Тим Кэхилл.

## Личная жизнь
2 июня 2008 года его подруга Линдсей Моррис родила ему близнецов, мальчика и девочку.
28 сентября 2009 года Нил стал жертвой грабителей. В дом Нила проникли преступники, избили его и похитили ценные вещи и ключи от автомобиля, который вскоре был найден.

## Клубная статистика
| Клуб             | Сезон        | Лига  | Лига | Кубок | Кубок | Европа | Европа | Всего | Всего |
| Клуб             | Сезон        | Матчи | Мячи | Матчи | Мячи  | Матчи  | Мячи   | Матчи | Мячи  |
| ---------------- | ------------ | ----- | ---- | ----- | ----- | ------ | ------ | ----- | ----- |
| Миллуолл         | 1995-96      | 13    | 0    | 0     | 0     | 0      | 0      | 13    | 0     |
| Миллуолл         | 1996-97      | 39    | 4    | 5     | 0     | 0      | 0      | 44    | 4     |
| Миллуолл         | 1997-98      | 6     | 0    | 1     | 0     | 0      | 0      | 7     | 0     |
| Миллуолл         | 1998-99      | 35    | 6    | 9     | 0     | 0      | 0      | 44    | 6     |
| Миллуолл         | 1999-00      | 31    | 1    | 4     | 0     | 0      | 0      | 35    | 1     |
| Миллуолл         | 2000-01      | 24    | 2    | 1     | 0     | 0      | 0      | 25    | 2     |
| Миллуолл         | 2001-02      | 4     | 1    | 1     | 0     | 0      | 0      | 5     | 1     |
| Миллуолл         | Тотал        | 152   | 14   | 21    | 0     | 0      | 0      | 173   | 14    |
| Блэкберн Роверс  | 2001-02      | 31    | 1    | 4     | 0     | 0      | 0      | 35    | 1     |
| Блэкберн Роверс  | 2002-03      | 34    | 0    | 7     | 0     | 4      | 0      | 45    | 0     |
| Блэкберн Роверс  | 2003-04      | 32    | 2    | 2     | 0     | 1      | 0      | 35    | 2     |
| Блэкберн Роверс  | 2004-05      | 36    | 1    | 8     | 0     | 0      | 0      | 44    | 1     |
| Блэкберн Роверс  | 2005-06      | 35    | 1    | 7     | 2     | 0      | 0      | 42    | 3     |
| Блэкберн Роверс  | 2006-07      | 20    | 0    | 1     | 0     | 5      | 1      | 26    | 1     |
| Блэкберн Роверс  | Тотал        | 188   | 5    | 29    | 2     | 10     | 1      | 227   | 8     |
| Вест Хэм Юнайтед | 2006-07      | 11    | 0    | 1     | 0     | 0      | 0      | 12    | 0     |
| Вест Хэм Юнайтед | 2007-08      | 34    | 0    | 6     | 0     | 0      | 0      | 40    | 0     |
| Вест Хэм Юнайтед | 2008-09      | 33    | 1    | 3     | 0     | 0      | 0      | 36    | 1     |
| Вест Хэм Юнайтед | Тотал        | 78    | 1    | 10    | 0     | 0      | 0      | 88    | 1     |
| Эвертон          | 2009-10      | 12    | 0    | 3     | 0     | 0      | 0      | 15    | 0     |
| Эвертон          | тотал        | 12    | 0    | 3     | 0     | 0      | 0      | 15    | 0     |
| Галатасарай      | 2009/10      | 7     | 0    | 2     | 0     | 0      | 0      | 9     | 0     |
| Галатасарай      | 2010/11      | 0     | 0    | 0     | 0     | 0      | 0      | 9     | 0     |
| Галатасарай      | Тотал        | 7     | 0    | 2     | 0     | 0      | 0      | 9     | 0     |
| Career total     | Career total | 435   | 20   | 65    | 2     | 10     | 1      | 514   | 23    |